# Université d'Almería

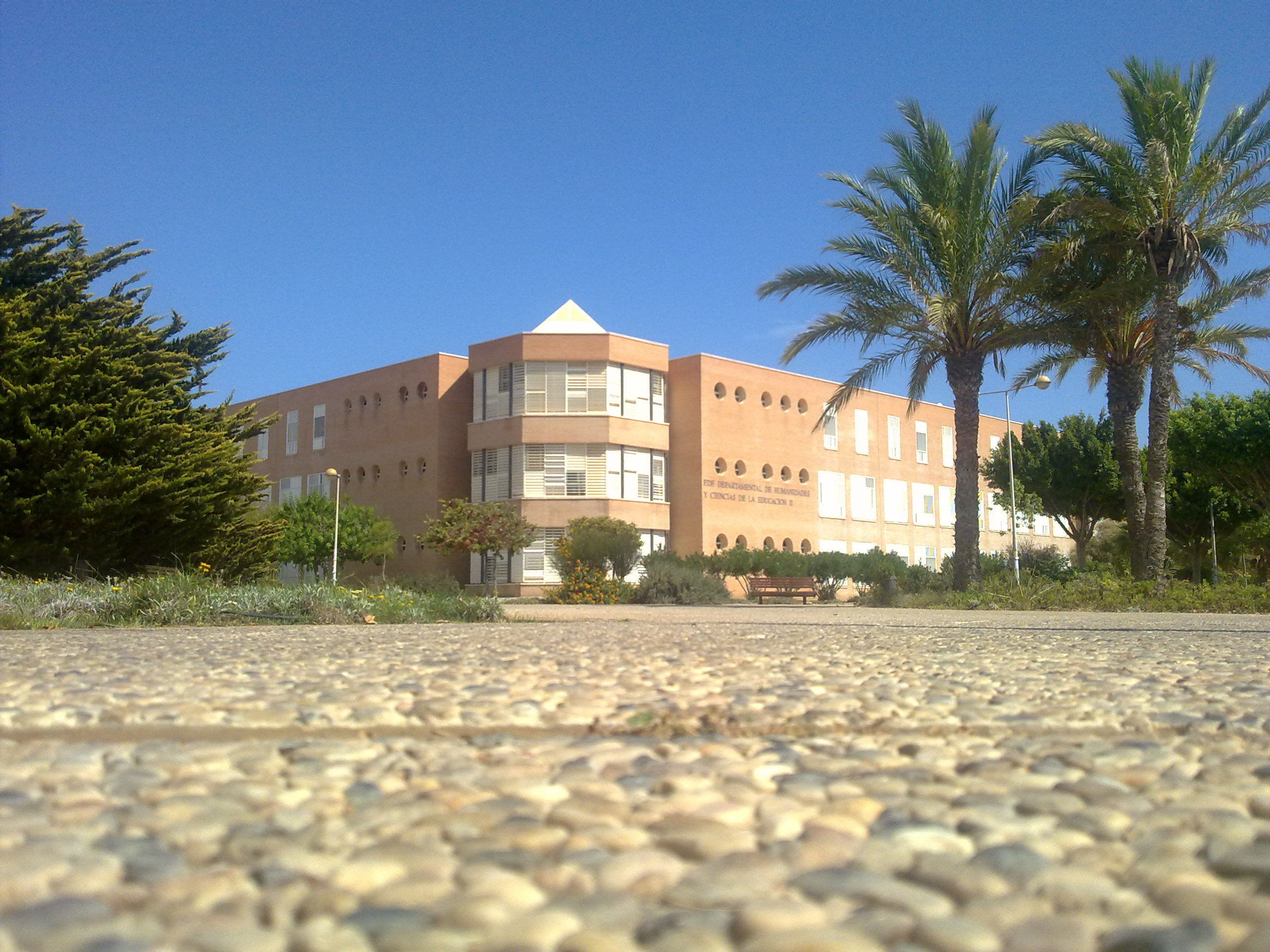
Vue d'une partie des bâtiments de l'université d'Almería.

L'université d'Almería (en espagnol Universidad de Almería) est l'université publique de la province d'Almería, en Andalousie (Espagne). Elle a été fondée en 1993.